# جوزيف دبليو. فرازر
جوزيف دبليو. فرازر (بالإنجليزية: Joseph W. Frazer)‏ هو شخصية أعمال أمريكي، ولد في 4 مارس 1892 في ناشفيل في الولايات المتحدة، وتوفي في 7 أغسطس 1971.